# سول (اسطوره ژرمن‌ها)

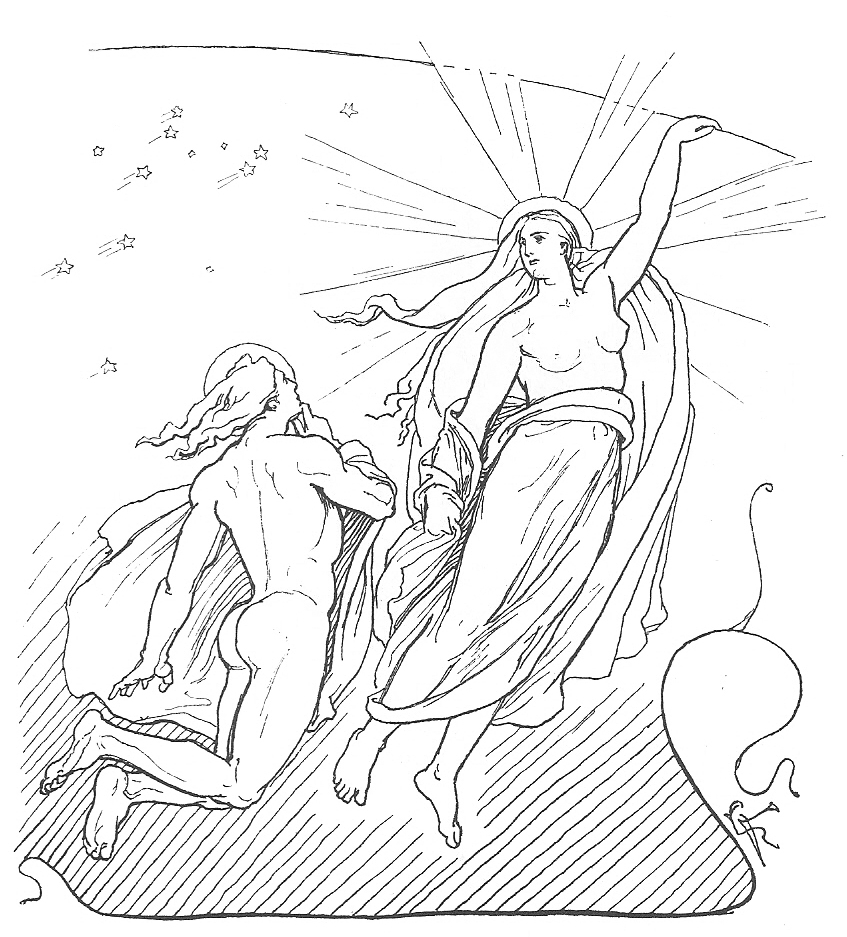
تصویری از مانی و سول (۱۸۹۵) اثر لورنز فرولیک

سول (به زبان نروژی باستان: Sól) یا سونا (آلمانی بالای باستان، به عنوان مترادف نورس و ایسلندی باستان «سان» وجود دارد) تجسم خورشید در اسطوره‌شناسی ژرمن‌ها است. یکی از دو طلسم مرزبورگ آلمانی بالای باستان، که در سدهٔ نهم یا دهم پس از میلاد نوشته شده است، گواهی می‌دهد که سونا خواهر سینثگونت است. در اسطوره‌شناسی اسکاندیناوی، سول در ادای منظوم، که در سده ۱۳ میلادی از منابع سنتی قبلی گردآوری شده است، و ادای منثور، که در قرن ۱۳ میلادی توسط شاعر و سیاست‌مدار ایسلندی اسنوری استورلوسون نوشته شده است، تأیید شده است.
هم در ادای منظوم و هم در ادای منثور، او به عنوان خواهر مانی، تجسم شخصیت ماه، و دختر موندیلفاری توصیف شده است، در مواردی از او به عنوان Álfröðull یاد می‌شود، و پیش‌بینی شده است که توسط گرگی غول‌پیکر در رویداد رگناروک کشته خواهد شد، اگرچه پیش از آن دختری به دنیا آورده است که راه مادرش را در آسمان‌ها ادامه می‌دهد. او در ادای منثور، علاوه بر این به عنوان همسر گلنر توصیف شده است. به عنوان یک اسم خاص، سول در سراسر ادبیات نورس باستان ظاهر شده است. دانشوران نظریه‌هایی در مورد سیر تکاملی این ایزدبانو از عصر برنز نوردیک و ریشه‌های نیاهندواروپایی ارائه کرده‌اند.